# Pugh on the Rocks
Pugh on the Rocks är ett musikalbum av Pugh Rogefeldt och hans fjärde totalt. Albumet släpptes 1973 på skivbolaget Metronome. Det debuterade på Kvällstoppen 3 april 1973 och låg på listan 29 veckor med #9 som bästa placering. På albumet tolkar Rogefeldt ett flertal rocklåtar från 1950-talet, i flera fall i egna översättningar från engelska till svenska. Peps Persson medverkar på "För mej finns bara good old rock'n'roll" (en översättning av Chuck Berrys "Reelin' and Rockin'"). Janne Schaffer, Janne Lucas Persson, Ola Brunkert, Lasse Wellander, Kerstin Bagge och Erik Dahlbäck medverkar också på skivan.

## Låtlista

### Sida 1
1. "För mej finns bara good old rock'n'roll" - 4:10
2. "Mamma håll ut" - 3:25
3. "Långsamma timmar" - 4:10
4. "Susie Q" - 2:00
5. "Tutti Frutti" - 3:10

### Sida 2
1. "Keep a Knockin'" - 3:10
2. "Bä, bä, vita lamm" - 3:15
3. "Ångmaskinen" - 8:45